# Margelov
Margelov je priimek več oseb:
- Mihail Margelov, ruski politik
- Vasilij Filipovič Margelov, sovjetski general